# Kvarnbäckens vattentorn

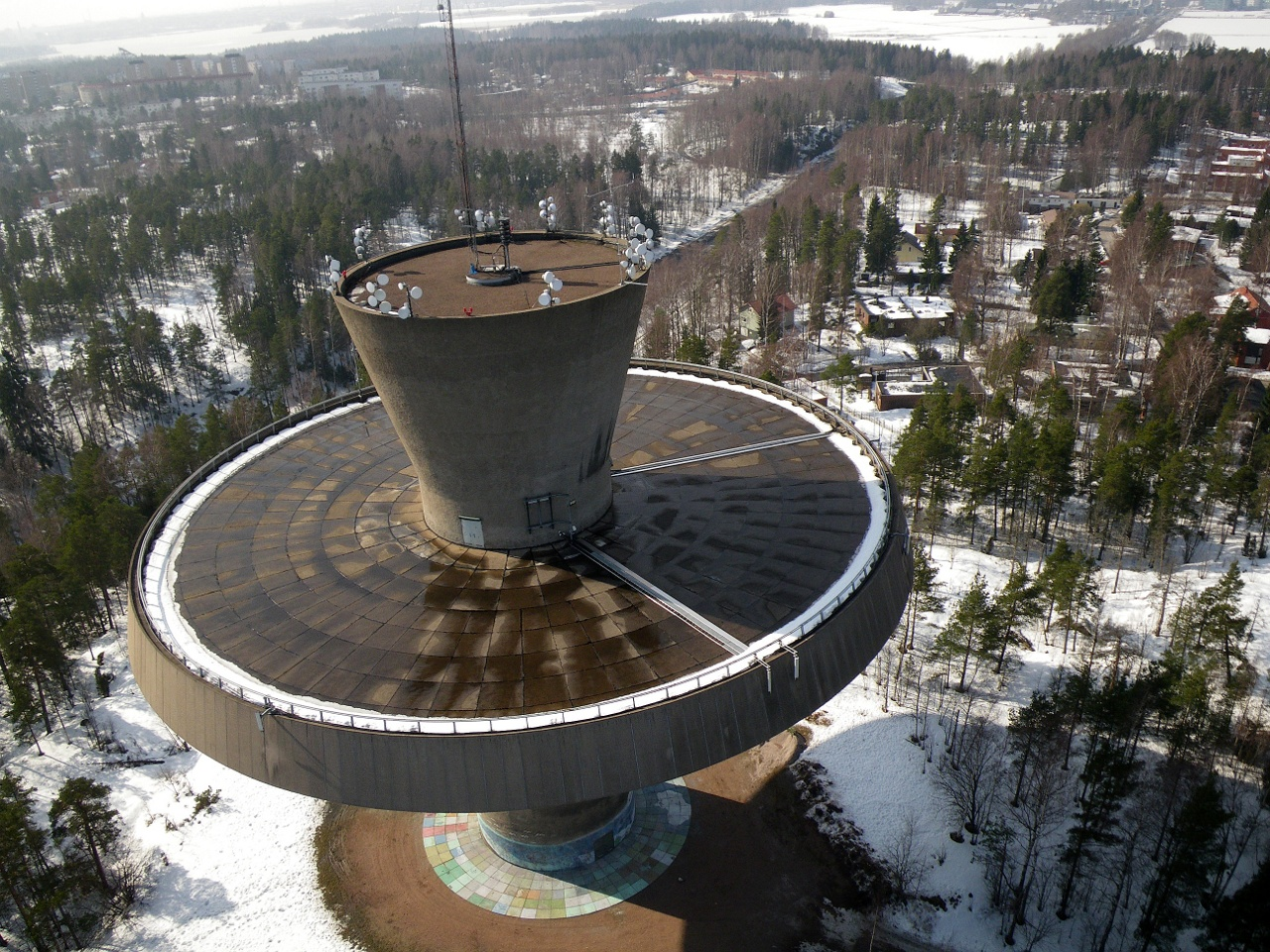
Kvarnbäckens vattentorn våren 2010

Kvarnbäckens vattentorn ligger i stadsdelen Kvarnbäcken i distriktet Botby i Helsingfors, norr om Filarvägen. Tornet stod klart 1965 och planerades av arkitekten Bertel Saarnio och strukturella designen utfördes av P. Simula Engineering Office. Byggare var Silta ja Satama Oy.

## Tornets struktur

Tvärsnitt av Kvarnbäckens vattentorn.

Kvarnbäckens vattentorn består av två trattformade, koniska vattentankar som fungerar helt separat från varandra och transporterar vatten till olika tryckkretsar. Den större nedre vattentanken är uppdelad i två separata block, vilket gör att tornet kan rengöras utan att vattentillförseln avbryts.
Tornets höjd från fundamentet är 49,5 meter samt 90 meter över havsytan Volymen på den nedre vattentanken är 11 000 m³ och övre 2 400 m³, sammanlagt 13 400 m³.  I byggnadsskedet göts tornet på plats. Fasaden är värmeisolerad genomgående och byggnaden är utrustad med ett skydd mot lakvatten. Lätta grusblock har använts som värmeisolering för stommen och den nedre tanken. Lätt grushaltig betong har använts för att isolera den övre tanken. Ett fyra centimeter tjockt lager av betong har sprutats genomgående för att skydda fasaden.
Tornet har också en radiobasstation med tillhörande antenner och ett högeffekt larm för allmän farosignal. Tornet är utformat så att det kan visas för allmänheten vid behov: det finns en toalett, 8 våningar av plattformar med trappor, samt ett brett övre däck med räcken.
I mitten av 1990-talet belystes hela tornet i grönt, hela vägen till den övre vattentanken.